# Sinagoga Zoharei Chama
La Sinagoga Zoharei Chama (en hebreu: בית המדרש זהרי חמה), també anomenada Zohorei Chama, col·loquialment coneguda com l'edifici del rellotge de sol o la torre del rellotge, és un edifici de quatre pisos, que es troba en el carrer Jaffa, a Jerusalem, Israel, que té un rellotge de sol de cinc metres de diàmetre, en la seva façana. L'edifici, fou construït en etapes pel rabí Shmuel entre 1908 i 1917, va ser creat per acollir un refugi per immigrants i una sinagoga. Fou danyat per un incendi el 1941, i va ser parcialment restaurat per l'Ajuntament de Jerusalem el 1980.